# もちもちぱんだ
もちもちぱんだは、カミオジャパンが展開している、ジャイアントパンダをモチーフにしたキャラクタータイトルである。文房具、ぬいぐるみなどグッズを中心としたキャラクター展開が行われている。

## 概要
2014年に商標出願、文房具やぬいぐるみなどのグッズ展開を開始した。
2015年3月には、キャラクターブック『もちっと気ままに もちもちぱんだ』が学研プラスより発売。以降、ストーリーブックやなぞなぞブックなどが発行されている。
スマートフォン用のゲームやLINEスタンプ・着せ替え、塗り絵レッスンなどの展開も行われている。

## キャラクター
もちもちぱんだは、おもちみたいにやわらかい、パンダのような生き物である。大きいぱんだ「でかぱん」から、小さいぱんだ「ちびぱん」が作られる。
ちびぱんには、様々な種類が存在する。最も頻繁に登場するちびぱんの種類は「ふつうのちびぱん」。

## 書誌情報

### 学研プラス
- もちっと気ままに もちもちぱんだ - Yuka（作・絵）2015年3月19日発売 ISBN 978-4-05-204173-0
- もちもちぱんだ もちっと占い - 学研プラス（編）2015年11月26日発売 ISBN 978-4-05-204343-7
- もちっと気ままに もちもちぱんだ2 でかぱんちびぱんだいかつやく! - Yuka（作・絵）2015年12月17日発売 ISBN 978-4-05-204359-8
- もちもちぱんだ もちっとストーリーブック おうちにもちぱんがやってきた! - たかはしみか（著） Yuka（原作）2016年3月10日発売 ISBN 978-4-05-204408-3
- もちもちぱんだ もちっとなぞなぞブック - 学研プラス（編）2016年6月9日発売 ISBN 978-4-05-204455-7
- もちもちぱんだ もちっと心理テストブック - 学研プラス（編）2016年9月15日発売 ISBN 978-4-05-204516-5
- もちもちぱんだ もちぱん探偵団 もちっとストーリーブック - たかはしみか（著） Yuka（原作）2017年3月9日発売 ISBN 978-4-05-204618-6
- もちもちぱんだ もちっとまちがいさがし - 学研プラス（編）2017年6月29日発売 ISBN 978-4-05-204658-2
- もちもちぱんだ もちっと読書ノート - 学研プラス（編）2017年7月14日発売 ISBN 978-4-05-204657-5
- もちもちぱんだ もちぱんのヒミツ大作戦 もちっとストーリーブック - たかはしみか（著） Yuka（原作）2018年3月22日発売 ISBN 978-4-05-204809-8
- もちもちぱんだ 5周年記念オフィシャルファンブック - 学研プラス（編・著）2018年6月14日発売 ISBN 978-4-05-611380-8
- もちっと気ままに もちもちぱんだ 〜でかぱんちびぱんのヒミツだいはっけん!〜 - Yuka（作・絵）2018年7月26日発売 ISBN 978-4-05-204878-4
- もちもちぱんだ もちぱんのこわ～い?話 もちっとストーリーブック - たかはしみか（著） Yuka（原作）2018年9月6日発売 ISBN 978-4-05-204885-2
- もちもちぱんだ もちっとナゾトキ - 学研プラス（編）2018年12月6日発売 ISBN 978-4-05-204901-9
- もちもちぱんだ もちぱんのドキドキ芸能スキャンダル もちっとストーリーブック -たかはしみか（著） Yuka（原作）2019年3月7日発売 ISBN 978-4-05-204919-4
- もちもちぱんだ もちっとことわざ - 金田一秀穂（監修）2019年6月13日発売 ISBN 978-4-05-304897-4
- もちもちぱんだ もちっとまちがいさがし 〜もちぱんの世界名作げきじょう〜 - 学研プラス（編・著）2019年9月5日 ISBN 978-4-05-205063-3
- もちっと気ままに もちもちぱんだ 〜でかぱんちびぱん ぜっこうちょう!〜 - Yuka（作・絵）2020年1月23日発売 ISBN 978-4-05-205113-5
- もちもちぱんだ もちぱんとわくわくキャンプ もちっとストーリーブック - たかはしみか（著） Yuka（原作）2020年3月5日発売 ISBN 978-4-05-205156-2

### 東京書店
- ココロを癒す もちもちぱんだ 塗り絵レッスン帖 - カミオジャパン（著）2019年12月11日発売 ISBN 978-4-88574-896-7